# 24 май
24 май е 144-тият ден в годината според григорианския календар (145-и през високосна година). Остават 221 дни до края на годината.
Според църковния календар денят на св. св. Кирил и Методий, създали първообраза на българската писменост – глаголицата, която е и славянска писменост, се чества на 11 май. Глаголицата претърпява своеобразни промени, докато се оформи в сегашния си вид – кирилица, на която се пише на български, македонски, руски, украински, сръбски и други езици. Кирилицата е официална азбука в Монголия и в някои републики от бившия Съветски съюз, а до 19 век се е ползвала и в Румъния.
Свързването на датата 24 май с Ден на светите братя Кирил и Методий, на българската азбука, просвета и култура и на славянската книжовност произлиза от това, че след 1916 г., когато в България е установен Григорианския календар като държавен, граждански календар, денят на св. св. Кирил и Методий, отбелязван от Българската православна църква на датата 11 май по църковния литургичен календар, се пада на 24 май по държавния и така тази дата добива по-голяма гражданственост. След 1968 г. църквата чества св. св. Кирил и Методий на 11 май и така 24 май остава само Ден на българската просвета и култура и на славянската писменост.

## Събития
- 1798 г. – Започва ирландско въстание за независимост от Англия.
- 1819 г. – Американският колесен параход „Савана“ се отправя на път за Европа и става първият параход, пресякъл Атлантическия океан.
- 1832 г. – Гърция е обявена за кралство.
- 1844 г. – От Вашингтон до Балтимор е изпратено първото телеграфно съобщение при използване на морзовата азбука със съдържание „Какво е сътворил Господ?“.
- 1851 г. – В Пловдив за първи път публично се честват св. св. Кирил и Методий; денят по-късно започва да празнува като Ден на българската просвета и култура и на славянската писменост.
- 1883 г. – В Ню Йорк е открит известният Бруклински мост – най-големият висящ мост към това време.
- 1899 г. – В Бостън е открит първият многоетажен покрит паркинг в САЩ.
- 1900 г. – Великобритания анексира Орания по време на Втората англо-бурска война.
- 1900 г. – В Русия е пуснат на вода крайцерът Аврора, станал по-късно символ на Октомврийската революция.
- 1914 г. – Официално е регистриран ПФК Левски (София).
- 1915 г. – Първата световна война: Италия обявява война на Австро-Унгария.
- 1924 г. – Създадена е Българската федерация по лека атлетика.
- 1928 г. – Провежда се учредителна конференция на Работнически младежки съюз (РМС).
- 1940 г. – Американският авиоконструктор от украински произход Игор Сикорски осъществява първия успешен полет на еднороторен хеликоптер.
- 1943 г. – Втората световна война: Доктор Йозеф Менгеле заема поста лекар на концлагера Освиенцим.
- 1949 г. – В Народна република България е учредена Димитровска награда, която се дава за „значителни постижения и заслуги“ в науката, изкуството и културата.
- 1956 г. – В Лугано (Швейцария) е проведен първият телевизионен песенен конкурс Песен на Евровизия.
- 1975 г. – Пред Народната библиотека в София е открит паметникът на св. св. Кирил и Методий.
- 1976 г. – Започват редовните полети с Конкорд между Лондон и Ню Йорк.
- 1981 г. – Екип от астрономи, включващ Харолд Ретсема, Уилям Хубарт, Лари Лебовски, Дейвид Толен и др., открива Протей – спътник на Нептун.
- 2000 г. – Израел прекратява 22-годишната си окупация на Южен Ливан.
- 2002 г. – Джордж Уокър Буш и Владимир Путин подписват в Москва договор за съкращаване на стратегическите оръжия, известен като „Московски договор“ или „SORT“.
- 2010 г. – Уикипедия на български език достига своите първи 100 000 статии.
- 2014 г. – провежда се финалът на Шампионската лига за сезон 2013/2014 в Лисабон между отборите на Реал Мадрид и Атлетико Мадрид.

## Родени
- 15 г. пр.н.е. – Германик Юлий Цезар, член на Юлиево-Клавдиевата династия на Римската империя († 19 г.)
- 1494 г. – Понтормо, италиански художник († 1557 г.)
- 1544 г. – Уилям Гилбърт, английски физик († 1603 г.)
- 1686 г. – Габриел Фаренхайт, германски физик († 1736 г.)
- 1743 г. – Жан-Пол Марат, френски революционер († 1793 г.)
- 1763 г. – Пиер Шомет, френски политик(† 1794 г.)
- 1803 г. – Александер фон Нордман, финландски зоолог († 1866 г.)
- 1803 г. – Шарл Люсиен Бонапарт, френски зоолог († 1857 г.)
- 1819 г. – Виктория, кралица на Обединеното кралство († 1901 г.)
- 1854 г. – Лудвиг Александър фон Батенберг, първи маркиз на Милфорд Хейвън († 1921 г.)
- 1861 г. – Алберт Питър Лоу, канадски геолог († 1942 г.)
- 1869 г. – Йордан Павлов, български политик († 1959 г.)
- 1876 г. – Сава Огнянов, български актьор († 1933 г.)
- 1880 г. – Пиетро Малети, италиански офицер († 1940 г.)
- 1885 г. – Методий Лолов, български журналист († 1959 г.)
- 1897 г. – Лазар Станев, български политически деец († 1938 г.)
- 1901 г. – Хосе Насаси, уругвайски футболист († 1968 г.)
- 1905 г. – Михаил Шолохов, руски писател, Нобелов лауреат през 1965 г. († 1984 г.)
- 1911 г. – У Не Вин, политически деятел на Мианмар († 2002 г.)
- 1927 г. – Клод Аб, френски футболист († 2008 г.)
- 1931 г. – Майкъл Лонсдейл, френски актьор († 2020 г.)
- 1932 г. – Кирил Ракаров, български футболист († 2006 г.)
- 1932 г. – Кирил Серафимов, български физик († 1993 г.)
- 1934 г. – Кирил Господинов, български актьор († 2003 г.)
- 1940 г. – Йосиф Бродски, руски поет, Нобелов лауреат през 1987 г. († 1996 г.)
- 1940 г. – Кристоф Волф, германски музиколог
- 1940 г. – Христина Лютова, българска народна певица († 2020 г.)
- 1941 г. – Боб Дилън, американски музикант
- 1945 г. – Присила Пресли, американска актриса
- 1952 г. – Антон Сираков, български политик и адвокат
- 1953 г. – Алфред Молина, британски актьор
- 1954 г. – Райналд Гьоц, германски писател
- 1960 г. – Миглена Тачева, български политик
- 1962 г. – Никола Поповски, македонски политик
- 1963 г. – Иван Капели, италиански пилот от Формула 1
- 1963 г. – Майкъл Шейбон, американски писател
- 1966 г. – Ерик Кантона, френски футболист и актьор
- 1972 г. – Лор Сенклер, френска порноактриса
- 1973 г. – Руслана Лижичко, украинска певица
- 1973 г. – Кирил Вълчев, български юрист и журналист
- 1987 г. – Тома Здравков, български певец

## Починали
- 1153 г. – Дейвид I, крал на Шотландия (* 1084 г.)
- 1324 г. – Никодим I Печки, сръбски архиепископ коронясал за крал Стефан Дечански
- 1543 г. – Николай Коперник, полски астроном (* 1473 г.)
- 1725 г. – Джонатан Уайлд, английски престъпник (* 1683 г.)
- 1848 г. – Анете фон Дросте-Хюлзхоф, германска поетеса (* 1797 г.)
- 1883 г. – Абдел Кадир, алжирски политически лидер (* 1808 г.)
- 1919 г. – Амадо Нерво, мексикански поет (* 1870 г.)
- 1934 г. – Иван Караджов, български революционер († 1875 г.)
- 1936 г. – Клаудия Муцио, италианска певица (* 1889 г.)
- 1945 г. – Роберт Ритер фон Грайм, германски фелдмаршал (* 1892 г.)
- 1949 г. – Алексей Шчусев, руски архитект (* 1873 г.)
- 1959 г. – Джон Фостър Дълес, американски политик (* 1888 г.)
- 1974 г. – Дюк Елингтън, американски композитор (* 1899 г.)
- 1977 г. – Мара Цибулка, българска певица (* 1891 г.)
- 1988 г. – Алексей Лосев, (* 1893 г.)
- 1988 г. – Серафим Северняк, български писател (* 1930 г.)
- 1991 г. – Тодор Шошев, български общественик (* 1918 г.)
- 2005 г. – Карл Амери, германски писател (* 1922 г.)
- 2007 г. – Волфганг Бехлер, германски поет (* 1925 г.)
- 2010 г. – Пол Грей, басист на американската неометъл група Слипнот (* 1972 г.)
- 2023 г. – Тина Търнър, американска певица и киноактриса (* 1939 г.)[1]

## Празници
- Европейски ден на парковете
- Бермудски острови – Ден на националните герои (първоначално е честван като Ден на кралица Виктория, национален празник)
- Бразилия – Национален празник на кафето
- България – Ден на светите братя Кирил и Методий, на българската азбука, просвета и култура и на славянската книжовност
- България – Празник на народните читалища (от 1990 г.)
- България – Ден на българската журналистика (от 1990 г.)
- България – Празник на Тракийския университет (от 1995 г.)
- България – Празник на Балчик, Благоевград, Велики Преслав, Девня, Долни Чифлик, Кубрат, Тополовград, Чепеларе, Маджарово, Сливница и на селата, Нова Черна , Александрово, Аспарухово, Винище, Горна Ковачица, Долна Рикса, Долно Линево, Дондуково, Еловица, Септемврийци, Нова Шипка, Бабук, Сеноклас
- Еритрея – Ден на независимостта (от Етиопия, 1993 г., национален празник)
- Русия – Ден на славянската писменост и култура